# Bhikshatana

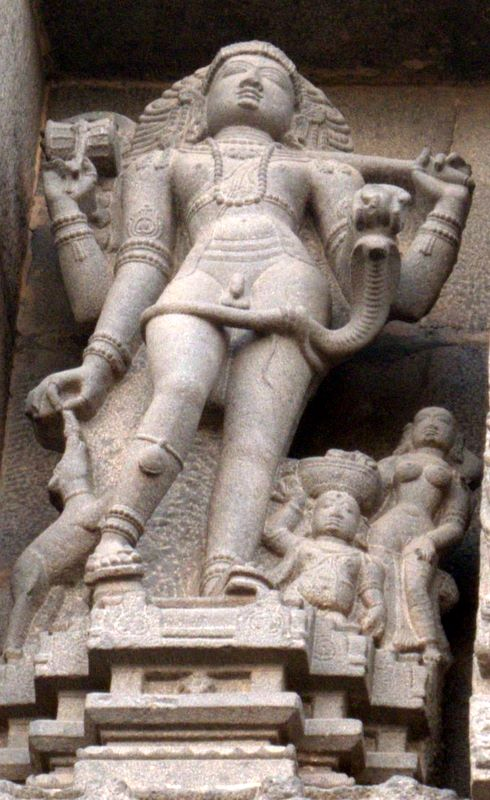
Estátua de Bhikshatana. Templo de Annamalaiyar, Thiruvannamalai, Índia.

Bhikshatana (sânscrito: भिक्षाटन; Bhikṣāṭana; literalmente, "vagando por esmolas, medicância") ou Bhikshatana-murti (Bhikṣāṭanamūrti) é um aspecto do deus hindu Shiva como o "Supremo medicante" ou o "Supremo mendigo". Bhikshatana é descrito como um homem nu e com quatro braços, adornado com enfeites e portando uma tigela para esmolas na mão. É acompanhado por uma comitiva de assistentes demoníacos e de mulheres platônicas.
Bhikshatana é considerado uma forma mais suave de Bhairava, o aspecto feroz de Shiva, e uma fase delicada entre as duas formas terríveis deste, nas quais ele decapita o deus Brahma e assassina o porteiro de Vishnu. Bhikshatana é a forma de Bhairava que Shiva assume para expiar o pecado por ele cometido ao cortar a quinta cabeça de Brahma. Ele vagueia pelo universo na forma de um mendigo nu, pedindo esmolas com a kapala (solidéu) de Brahma, que é usada como uma tigela de medicância, até expiar seu pecado ao chegar na cidade sagrada de Varanasi.
Bhikshatana é um ídolo popular na Índia do Sul, em constraste com a Índia do Norte, onde tem uma importância reduzida. Embora a deidade não possua templos dedicados a ela como o deus principal, Bhikshatana aparece espulpido nas paredes da vários templos de pedra, onde é venerado como uma dinvidade subsidiária, e imagens de bronze suas estão presentes em quase todas os principais templos de Shiva do estado de Tamil Nadu.

## Iconografia
A iconografia de Bhikshatana é discutida em todos os textos shivaístas que tratam da construção de templos e da confecção de ídolos, incluindo Amshumadbhedagama, Kamikagama, Supredagama, Karanagama e a obra iconográfica Shilparatna; os textos são, em sua maioria, originários da Índia meredional. Sua representação é largamente semelhante à de Kankalamurti, um outro aspecto de Shiva que, assim como Bhikshatana, está associado à narrativa da expiação pela decaptação de Brahma. A diferença mais marcante entre os dois é que Bhikshatana é representado nu e Kankalamurti, vestido.
Apesar de Shiva ser descrito como um asceta yogue nu, ele raramente é assim representado, exceto sob a forma de Bhikshatana.